# 131072 (szám)
A szócikk címe technikai okok miatt pontatlan. A helyes cím: 131 072.
A 131 072 a 131 071 és a 131 073 közötti természetes szám. Összetett szám. Osztóinak összege 262 143. Normálalakja {\displaystyle 1{,}31072\cdot 10^{5}}. Kettes számrendszerben 100000000000000000, nyolcas számrendszerben 400000, hexadecimális alakban 20000. A 2 17. hatványa.